# Стара Дарниця
Стара́ Да́рниця — місцевість у Дніпровському районі міста Києва. Розташована між вулицями Лохвицькою, Азербайджанською і залізницею. Центральна вулиця — Празька, найстаріша — Гроденська (колишня Лісна).

## Історія
Виникло в 1860-ті роки між споруджуваною залізницею і долиною річки Дарниця та Дарницького озера, на 11-й версті Княжицького шляху, на місці колишнього хутора Дарниця як селище залізничників. 1901 р. — 147 мешканців.
В 1906—1913 рр. тут облаштовують і дачне селище. Впродовж 1-ї чверті XX століття між сучасними Кастуся Калиновського (Піщаною) та Гродненською (Лісною) вулицями сформувалася система вулиць та провулків, що зберігалася до 1970-х років.
В 1909 р. відкривається початкове народне училище. При радянській владі наприпочатку, в колишній їдальні залізничників 1920-х облаштовують клуб ім. Леніна, По війні зруйнований, в 1958 році тут звели фабрику технічних паперів (вул. Алматинська, 2/1) крім цього одноденний будинок відпочинку для іногородніх залізничників. Втім, з розвитком залізничного господарства селище втрачає свою привабливість як дачно-курортна місцевість.
На відміну від більшості інших мікрорайонів та масивів Лівобережжя, Стара Дарниця ніколи не забудовувалася за єдиним планом як цілісний масив. Фактично до кінця 1940-х рр. Стара Дарниця існувала в межах сучасних вулиць Кастуся Калиновського, Гродненської та Азербайджанської. З кінця 1940 — початку 1950-х рр. забудову було поширено на захід, до вулиці Лохвицької та на схід, до вулиці Профспілкової. Місцевість забудовувалася здебільшого індивідуальними будинками, що було загалом характерно для лівобережжя того часу, однак як вкраплення у приватну забудову виникла певна кількість житлових та громадських будівель. Проте ще у червні 1951 р. Стара Дарниця мала 235 приватних і жодного багатоквартирного будинку. По війні було збудовано будівлю школи № 42 на вулиці Хорольській, 1947 р. будівлю громадського призначення на вулиці Лобачевського. На початку 1950-х рр. були збудовані ще одна будівля громадського призначення на вулиці Лобачевського (сучасна Княгині Інгігерди) та 2-поверховий житловий будинок на вулиці Хорольській — вже після 1951 р.
Виникло невелике «селище» у кварталі між вулицями Двінською (сучасна Дністерська), Краснокутською, Сиваською, Сосницькою. Це 6 однотипних 1-поверхових гуртожитків. Ці будинки також були збудовані після 1951 р.
Руйнування малоповерхової забудови відбувалось хаотично, починаючи з 1980-х. На відміну від, наприклад, Позняків, це обумовило створення великих острівців зі старих хат.
Нині Стара Дарниця — житловий масив із вкрапленнями садибної забудови (найкомпактніша — між вулицями Лохвицькою та Хорольською вулицями і між Бишівським провулком та Профспілковою вулицею). На вул. Гродненській (колишній Лісовій) збереглися цікаві зразки довоєнної забудови Дарниці, в тому числі й адміністративний будинок.

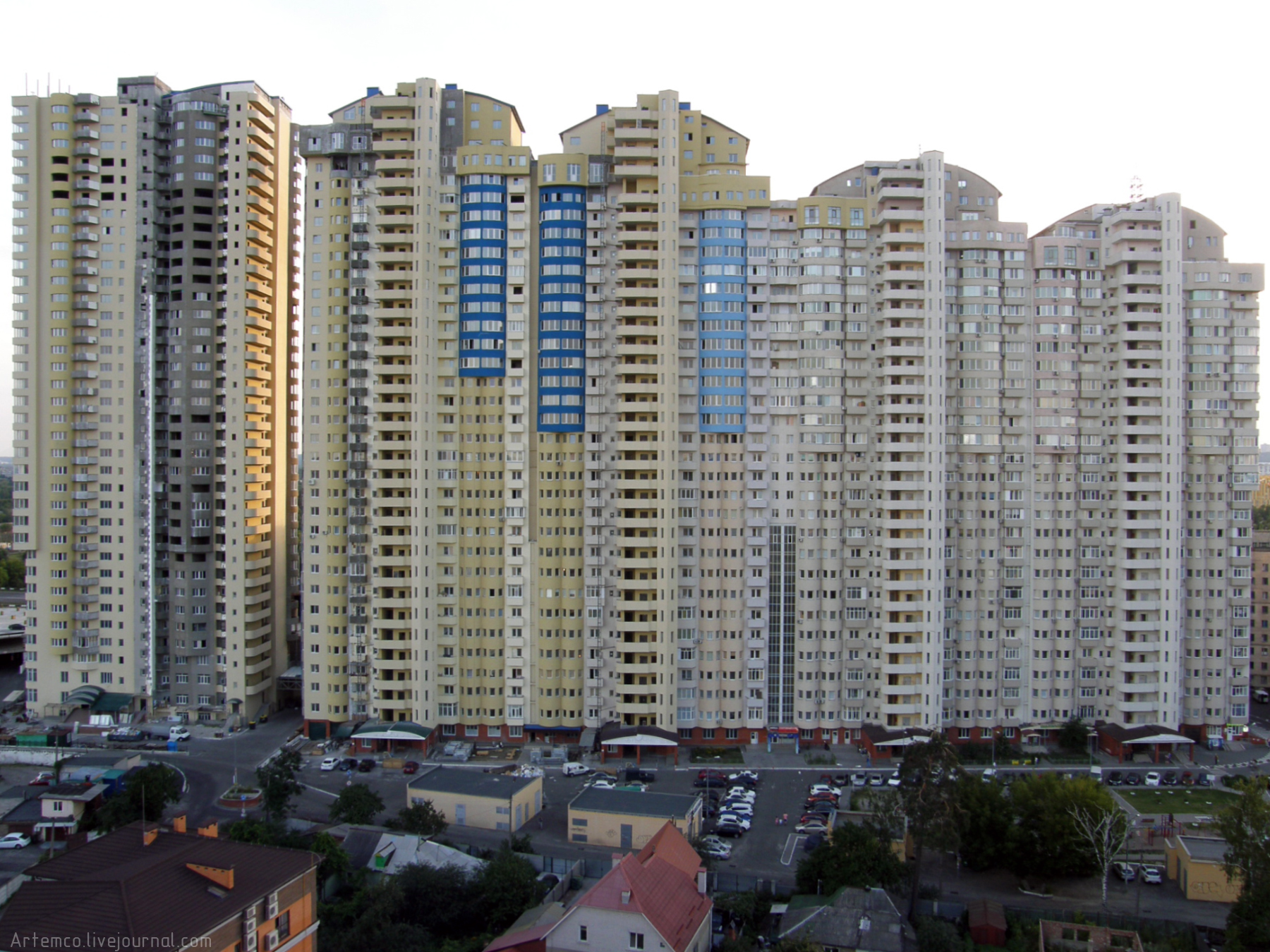
висотна домінанта південно-західного куту Старої Дарниці – БФК «Мега-ситі» (Харківське шосе, 19)

Забудова Старої Дарниці сьогодні — це суміш багатоповерхової забудови 1960–2010-х рр. із приватними будинками 1930-1950-х рр. та поодиноким вкрапленням забудови 1940-1950-х рр.

## Див. також

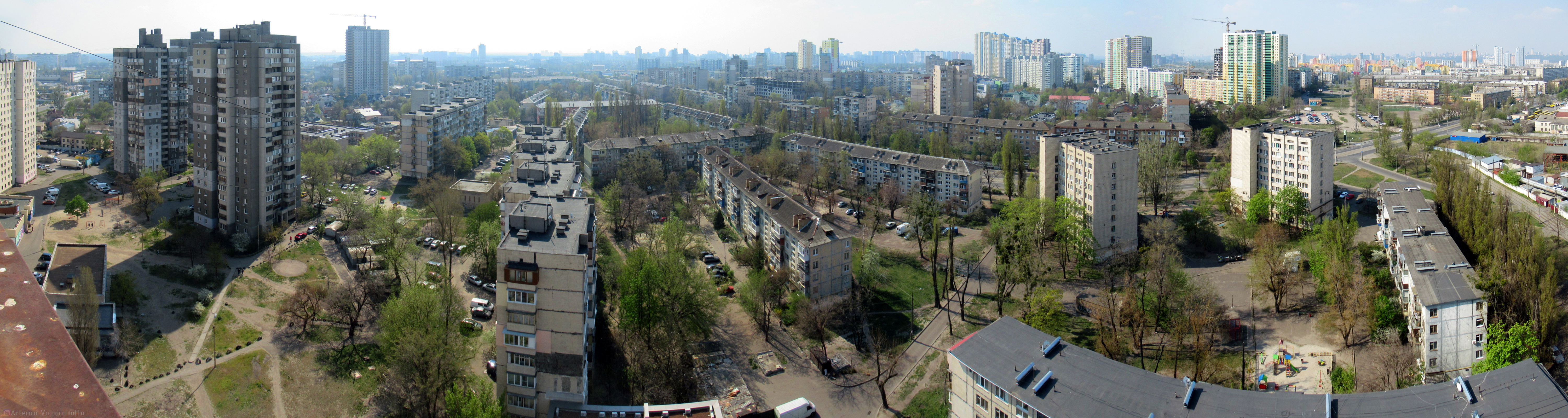
Стара Дарниця з півночі